# ヴィッラフランカ・イン・ルニジャーナ
ヴィッラフランカ・イン・ルニジャーナ(伊: Villafranca in Lunigiana)は、イタリア共和国トスカーナ州マッサ＝カッラーラ県にある、人口約4,600人の基礎自治体（コムーネ）。

## 地理

### 位置・広がり

#### 隣接コムーネ
隣接するコムーネは以下の通り。
- バニョーネ
- フィラッティエーラ
- リッチャーナ・ナルディ
- ムラッツォ
- トレザーナ
- ポントレーモリ

### 気候分類・地震分類
ヴィッラフランカ・イン・ルニジャーナにおけるイタリアの気候分類 (it) および度日は、zona D, 1887 GGである。
また、イタリアの地震リスク階級 (it) では、zona 2 (sismicità media) に分類される。

## 行政

### 分離集落
ヴィッラフランカ・イン・ルニジャーナには、以下の分離集落（フラツィオーネ）がある。
- Filetto, Fornoli, Irola, Malgrate, Merizzo, Mocrone, Virgoletta.